# カーターハンデキャップ
カーターハンデキャップ（Carter Handicap）は、アメリカ合衆国ニューヨーク州のアケダクト競馬場にて、毎年4月の初めに開催される競馬の競走である。

## 概要
グレード制ではG2に類される。ダート7ハロンで施行され、出走条件は3歳以上馬。競走名のカーターは、1895年の第1回競走の賞金のほとんどを提供した、タグボートキャプテンのウィリアム・カーターから。
現時点において、アメリカの競走としては唯一の「3頭による1位同着（triple dead heat・トリプルデッドヒート）」があった競走である。これは1944年の同競走において発生したもので、Brownie・Bossuet・Wait a Bitの3頭が優勝馬として記録されている。
2020年は新型コロナウイルス感染拡大の影響で6月にベルモントパーク競馬場で代替開催される。
2024年よりG2に降格されることになった。

## 近年の勝ち馬
- 2025年- Crazy Mason
- 2024年- Post Time
- 2023年- Doppelganger
- 2022年- Speaker's Corner
- 2021年- Mischevious Alex
- 2020年- Vekoma
- 2019年- World of Trouble
- 2018年- Army Mule
- 2017年- Green Gratto
- 2016年- Salutos Amigos
- 2015年- Dads Caps
- 2014年- Dads Caps
- 2013年- Swagger Jack
- 2012年- Jackson Bend
- 2011年- Morning Line
- 2010年- Warrior's Reward
- 2009年- Kodiak Kowboy
- 2008年- Bustin Stones
- 2007年- Silver Wagon
- 2006年- Bishop Court Hill
- 2005年- Tarlow